# اریک بوریسون
اریک بوریسون (سوئدی: Erik Börjesson; ۱ دسامبر ۱۸۸۶ – ۱۷ ژوئیهٔ ۱۹۸۳) بازیکن فوتبال اهل سوئد بود.
وی همچنین در تیم ملی فوتبال سوئد بازی کرده‌است.